# (1998) Titius
(1998) Titius es un asteroide perteneciente al cinturón de asteroides descubierto por Alfred Bohrmann el 24 de febrero de 1938 desde el observatorio de Heidelberg-Königstuhl, Alemania.

## Designación y nombre
Titius recibió inicialmente la designación de 1938 DX1. Posteriormente, se nombró en honor del astrónomo alemán Johann Daniel Titius (1729-1796).

## Características orbitales
Titius orbita a una distancia media del Sol de 2,419 ua, pudiendo acercarse hasta 2,265 ua. Su excentricidad es 0,06385 y la inclinación orbital 7,629°. Emplea en completar una órbita alrededor del Sol 1374 días.